# Смиренкин, Георгий Николаевич
Гео́ргий Никола́евич Смире́нкин (8 декабря 1929 — 19 октября 1994) — советский и российский физик, специалист в области ядерной физики. Один из создателей научной школы по физике деления. Соавтор научного открытия (№ 269 с приор. от 1965 г.). Доктор физико-математических наук (1972), профессор (1973). Заведующий лабораторией физики деления атомных ядер Физико-энергетического института (1964—1994).

## Биография
Георгий Смиренкин родился 8 декабря 1929 года.
С 1953 года до конца жизни работал в Физико-энергетическом институте (ФЭИ) в Обнинске. С 1964 года — заведующий лабораторией физики деления атомных ядер.
В 1972 году защитил диссертацию на соискание учёной степени доктора физико-математических наук. В 1973 году присвоено учёное звание профессора.
Научные интересы находились в области ядерной физики. Инициировал и руководил исследованиями по физике деления ядер, изучению механизмов ядерных реакций, измерению ядерно-физических констант для обоснования и совершенствования атомной техники.
В 1983 году совместно с Н. С. Работновым, Л. Н. Усачёвым, А. С. Солдатовым (ФЭИ), С. П. Капицей и Ю. М. Ципенюком (Институт физических проблем АН СССР) открыл квадрупольное фотоделение чётно-чётных ядер (открытие СССР № 269). Впервые обосновал и развил теоретически предсказанные представления о сложной структуре барьера деления. Предложил оригинальные феноменологические модели для описания плотности возбужденных ядерных уровней и вероятности деления. Участвовал в пусках и исследовании характеристик первых советских реакторов на быстрых нейтронах БР-1, БР-2, БР-5. Один из создателей научной школы по физике деления.
Автор более 370 научных трудов.
Умер 19 октября 1994 года.

## Почётные звания
- Заслуженный деятель науки и техники Российской Федерации (27 июня 1994) — за достигнутые трудовые успехи и многолетнюю работу в области атомной энергетики

### Публикации Георгия Смиренкина

#### Статьи
- Смиренкин Г. Н., Нестеров В. Г., Тишин A. C. Угловая анизотропия и эффекты парной корреляции нуклонов при делении ядер // Ядерная физика. — 1967. — Т. 6. — С. 921—929.
- Иткис М. Г., Околович В. Н., Русанов А. Я., Смиренкин Г. Н. Симметричное и асимметричное деление ядер легче тория // Физика элементарных частиц и атомного ядра. — 1988. — Вып. 19. — С. 701—784.

### О Георгии Смиренкине
- Стависский Ю. Я. Мы из Обнинска-II: Жизнь и смерть Инны Фионик-Смиренкиной. — М.: Энергоатомиздат, 2002.